# حزب الشعب الباكستاني العمالي
حزب الشعب الباكستاني العمالي (بالأردوية: پاکستان پیپلز پارٹی ورکرز)‏، (اختصارًا PPP-W) هو فصيل منشق عن حزب الشعب الباكستاني، أسسه العمال في الحزب في 22 أكتوبر 2014. تم انتخاب صفدر علي عباسي لرئاسة الحزب، وسُجل الحزب لدى لجنة الانتخابات في 8 مايو 2015 من قبل رئيسه.